# Monogo Lubelskie Perła Polski
Das Team Monogo Lubelskie Perła Polski ist ein polnisches Radsportteam mit Sitz in Lublin.

## Organisation und Geschichte
Das Team wurde zur Saison 2023 gegründet, seit 2024 ist das Team als UCI Continental Team lizenziert. Hauptsponsor des Teams ist die Woiwodschaft Lublin, die mit dem Team Werbung für Tourismus und Freizeit macht. Dafür steht auch der Name des Team, übersetzt „Lublin, die Perle Polens“. ab 2025 konnte Monogo, ein Unternehmen zur Entwicklung von E-Commerce-Systemen aus Lublin, als zweiter Titelsponsor gewonnen werden.
Im Team sind ausschließlich polnische Radrennfahrer, die vorrangig an Rennen der UCI Europe Tour teilnehmen. Der ersten internationalen Sieg für das Team erzielte in der Saison 2025 Bartosz Rudyk mit dem Gewinn des Grand Prix Apollon Temple.

## Bisherige Saisonerfolge
| Rennserie                 | 2023 | 2024 |
| ------------------------- | ---- | ---- |
| UCI ProSeries             | -    | -    |
| UCI Continental Circuits  | -    | -    |
| nationale Meisterschaften | -    | -    |

## Platzierungen in UCI-Ranglisten
der UCI-Weltrangliste
| World Ranking | World Ranking | World Ranking          | World Ranking |
| Jahr          | Teamwertung   | Einzelwertung          |               |
| ------------- | ------------- | ---------------------- | ------------- |
| 2024          | 182.          | Kacper Gieryk (1351. ) |               |
|               |               |                        |               |
| Quelle: UCI   |               |                        |               |